# وی۴۰۴ ماکیان
وی۴۰۴ ماکیان یک ریزاختروش در یک سیستم ستاره‌ای دوتایی در صورت فلکی ماکیان است. این سامانه حاوی یک سیاهچاله با جرم حدود ۹ جرم خورشیدی (M☉) و یک ستاره غول کلاس K اولیه با جرم کمی کوچکتر از خورشید است. ستاره و سیاه‌چاله هر ۶٫۴۷۱۲۹ روز در فاصله نسبتاً نزدیک به دور یکدیگر می‌چرخند. ستاره همدم به دلیل نزدیکی آنها با هم و گرانش شدید سیاه‌چاله، جرم خود را به یک قرص برافزایشی در اطراف سیاه‌چاله و در نهایت به خود سیاه‌چاله از دست می‌دهد.
"V" در نام نشان می‌دهد که یک ستاره متغیر است که به‌طور مکرر در طول زمان روشن‌تر و کم نورتر می‌شود. همچنین به عنوان یک نواختر در نظر گرفته می‌شود، زیرا حداقل سه بار در قرن بیستم فوران روشنی از انرژی ایجاد کرد. در نهایت، این یک منبع پرتو ایکس نرم گذرا است، زیرا به‌طور دوره‌ای انفجارهای کوتاه پرتو ایکس از خود ساطع می‌کند. همراه سیاه‌چاله به عنوان کاندیدای کیو ستاره (Q) بودن پیشنهاد شده‌است.